# Taraxacum officinale
Taraxacum officinale, de nombre común diente de león o achicoria amarga, es una especie de la familia de las asteráceas.
Se le han atribuido numerosas propiedades medicinales.

## Descripción
Esta planta perenne con raíz primaria larga y roseta basal, puede alcanzar 40 cm de altura. Tiene hojas dispuestas en una roseta basal, con una nervadura central, sin peciolo diferenciado, pinnatipartidas con lóbulos en forma triangular, de márgenes dentados y agudos, a veces presenta microvellosidades. El tallo permanece siempre en un estado extremadamente acortado, es por esto que se denominan plantas acaulescentes. Además, son capaces de producir un entrenudo alargado con una inflorescencia, denominado escapo. Pedúnculos de la inflorescencia huecos, que al romperse emanan un jugo lechoso amargo. Las flores hermafroditas se reúnen en capítulos de un color amarillo dorado que la hacen fácilmente identificable. Corola en lígulas terminada en cinco pequeños dientes, florece desde fines de invierno hasta fines de verano. El fruto es un «aquenio» (cipsela) con largo pico y vilano.

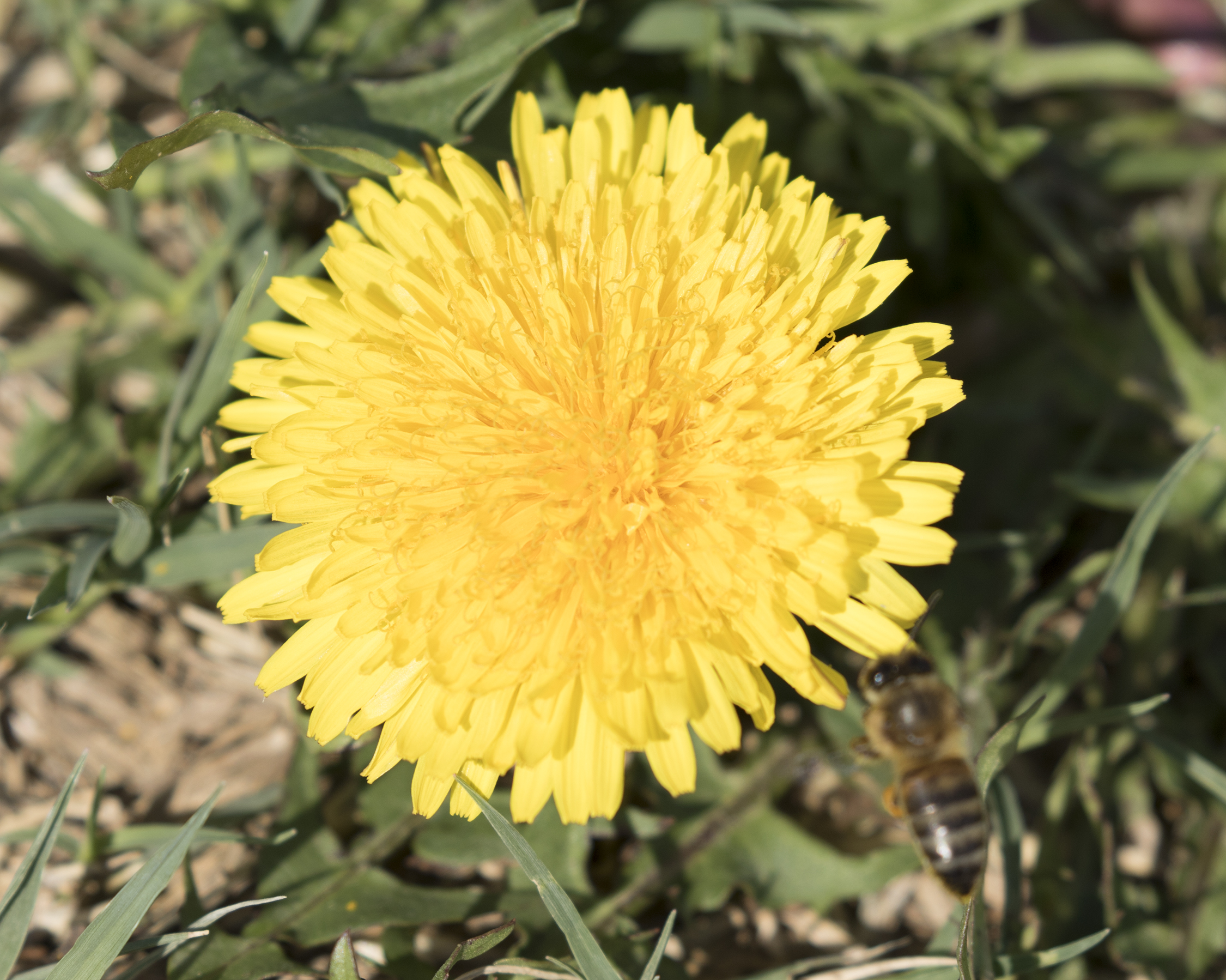
Capítulo abierto
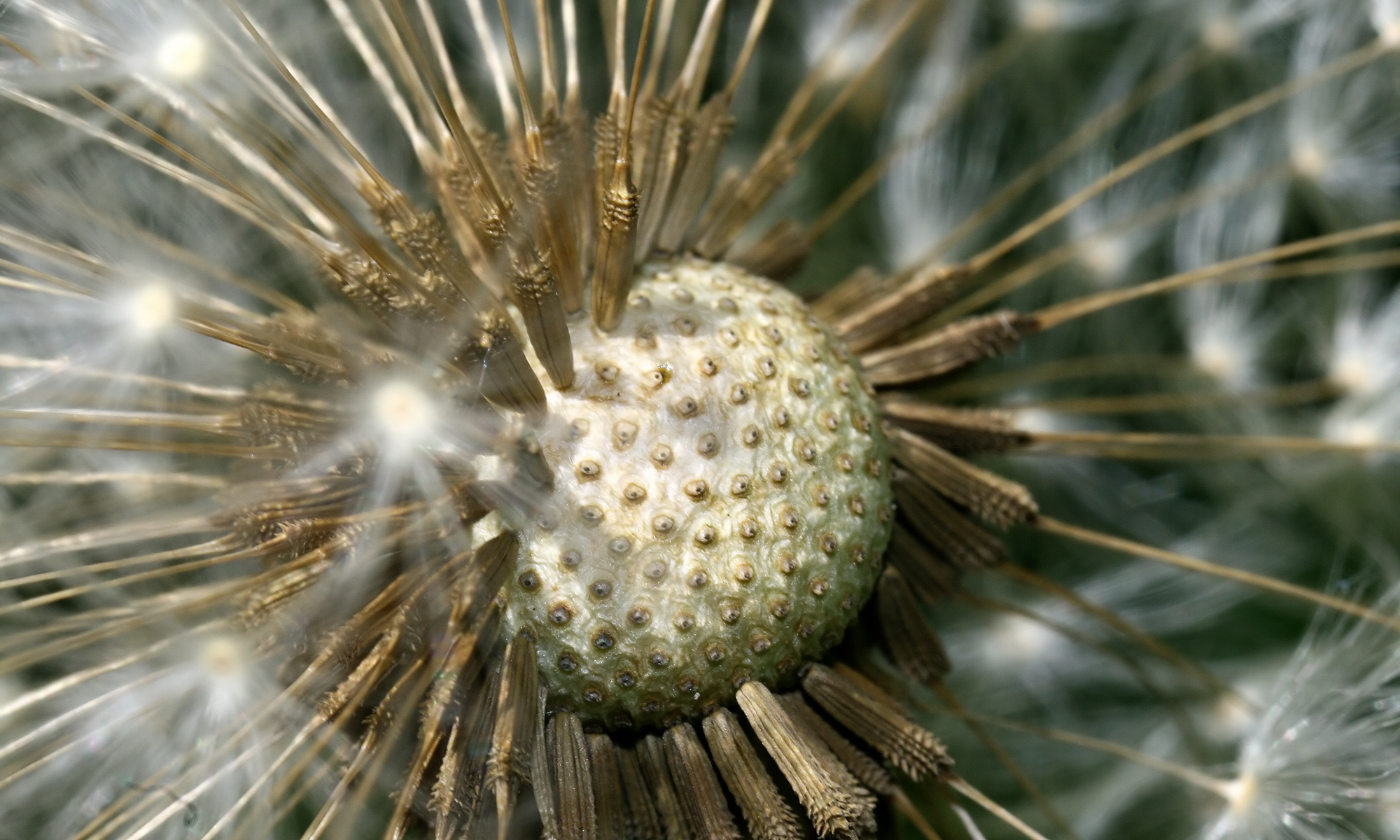
Receptáculo y cipselas: detalle
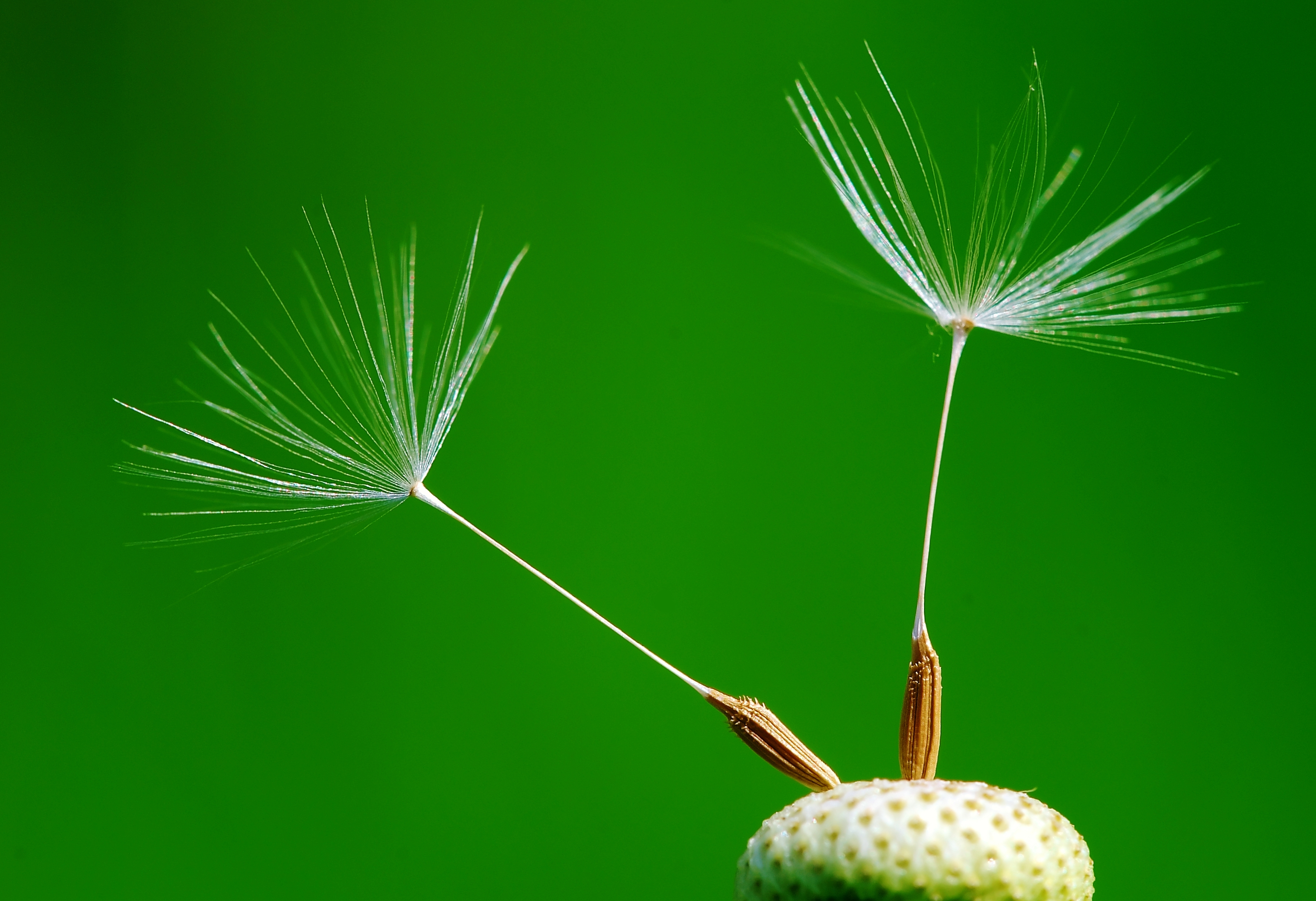
Cipselas

## Distribución y hábitat
Hay indicios serios sobre una procedencia europea. En la actualidad se ha extendido prácticamente por todos los continentes.
Se encuentra fácilmente en los caminos, pastizales, prados, cultivos de siembra directa, y sobre todo en jardines, tanto que es considerada mala hierba o «maleza» por los jardineros.

## Taxonomía
Taraxacum officinale fue descrita por el médico y botánico alemán Friedrich Heinrich Wiggers (abrev.: F.H.Wigg.) y publicado en Primitiae Florae Holsaticae 56. 1780.
Citología
Número de cromosomas de Taraxacum officinale (Fam. Compositae) y taxones infraespecíficos:  2n=24, 26.
Etimología
- Taraxacum: nombre genérico latínizado que procede del árabe طرخشقون ṭaraḵšaqūn, aplicado a las plantas de este género.[6]
- officinale: epíteto latíno que significa «de venta en herbarios».

Taxones infraespecíficos aceptados
- Taraxacum officinale subsp. ceratophorum (Ledeb.) Schinz ex Thell.

Todos los demás serían meros sinónimos de la especie o de otras especies del género.

## Importancia económica y cultural
En algunos periodos de escasez, la raíz seca se ha utilizado como sustituto de la achicoria, que a su vez es sustituto del café. Sus hojas tiernas son comestibles en ensalada, mientras que las maduras son amargas.
Es una de las principales especies de flora de interés apícola en las praderas, las abejas visitan sus flores indefectiblemente, que entregan muy buena cantidad de néctar y polen. Por su distribución prácticamente cosmopolita, es conocido en todo el mundo por los apicultores.

### Uso culinario
Las hojas y las flores se consumen crudas en ensaladas. La raíz se puede moler para usar como condimento y también se seca para producir una bebida semejante al café. También se prepara mermelada y vino con las flores.
En las artes culinarias de países del Mediterráneo es apreciada la ensalada primaveral hecha ya sea solamente con las hojas de taraxacum o mezclada con otras verduras.
También los pétalos de las flores pueden contribuir a dar sabor y color a ensaladas mixtas. Los botones de las flores son apreciados si se preparan con aceite de oliva. Las flores también se pueden preparar en pastel e incluso fritas. 

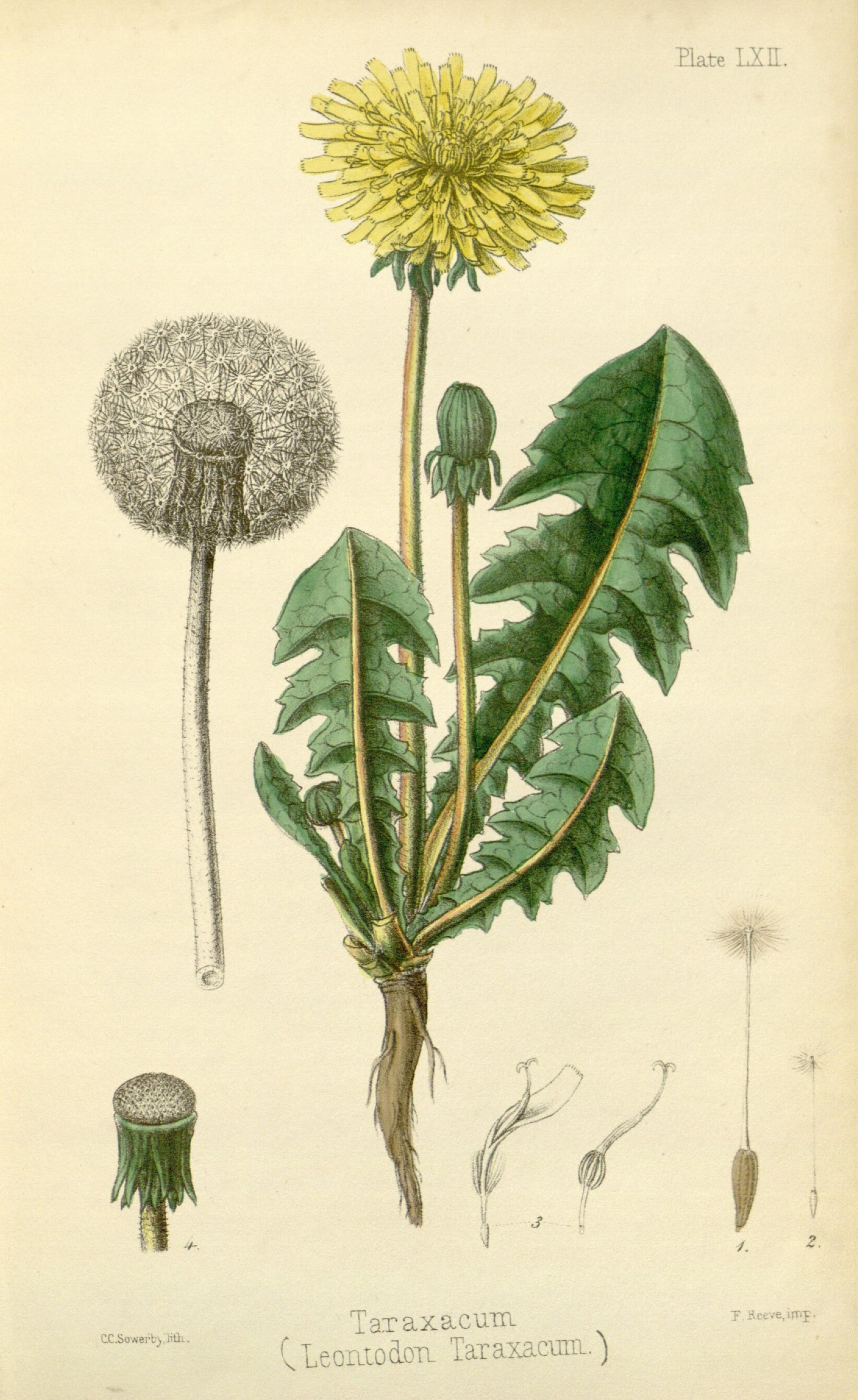
Ilustración de Taraxacum officinale, del autor Edward Hamilton en The flora homoeopathica, 1853.

En muchas regiones de Europa se preparaba una mermelada de estas flores. 
Las hojas de esta planta son uno de los ingredientes del preboggion, mezcla de hierbas típica de la cocina de Liguria.

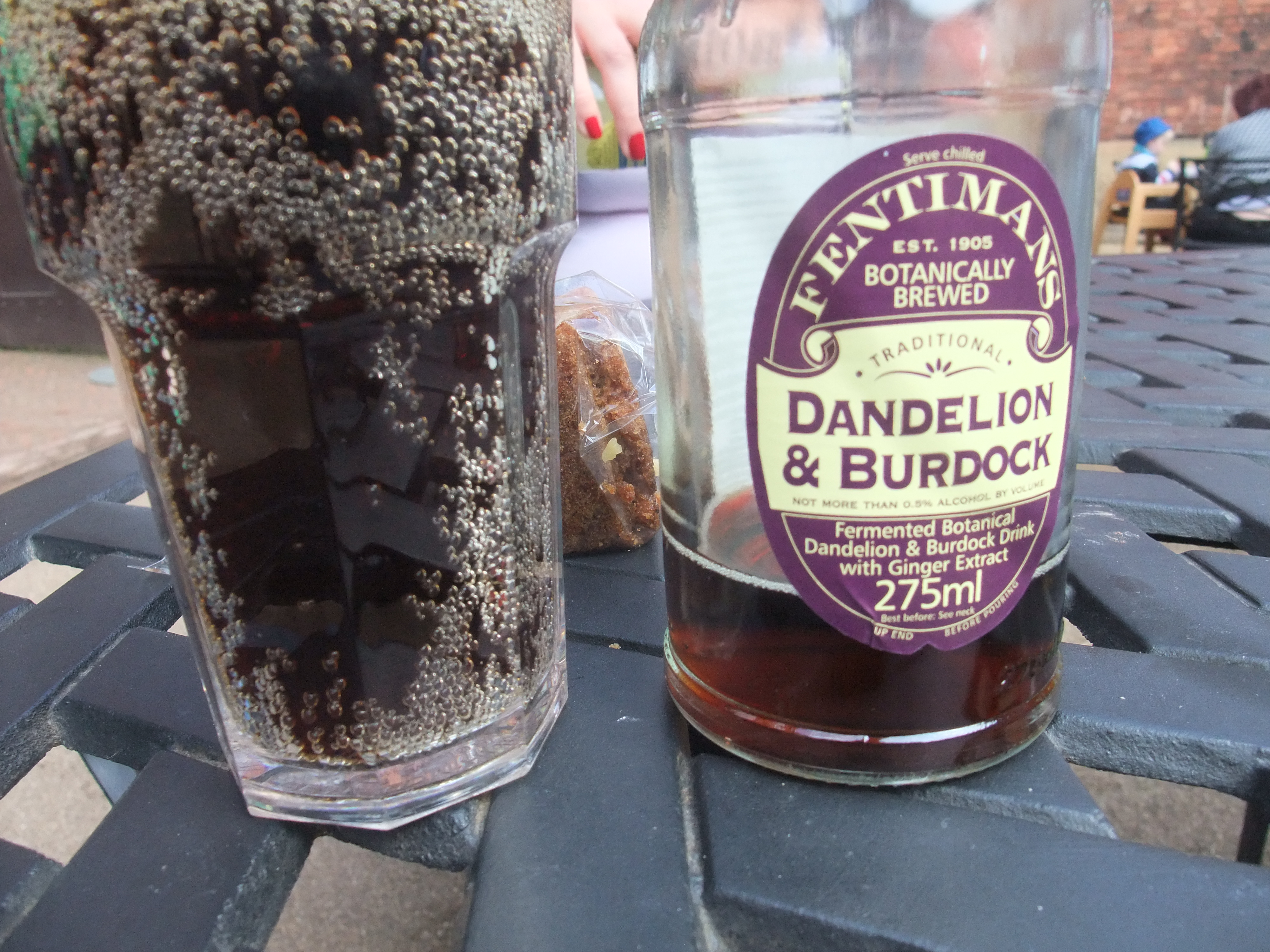
Bebida hecha con diente de león

#### Vino del Estío
El vino del estío (verano) es resultado de la fermentación de las flores de diente de león.

### Usos en medicina popular (no contrastados)
Es una planta depurativa. Puede actuar en el hígado, riñón y la vesícula biliar, y con su efecto diurético evita la aparición de piedras en el riñón. También es un tónico digestivo contra el estreñimiento.
Para uso tópico es eficaz para limpiar las impurezas de la piel, acné, urticaria. Estas propiedades se deben a su contenido de inulina, ácidos fenólicos y sales minerales, entre otras sustancias que aportan beneficios a la piel.

### Fitoquímica
Entre los compuestos más importantes de Taraxacum se encuentran las sesquiterpenlactonas y fenilpropanoides (se les atribuyen propiedades antiinflamatorias), saponinas triterpenoides y polisacáridos. Las sesquiterpenlactonas normalmente se encuentran como glucósidos, por ejemplo los taraxacósidos, taraxacólidos, dihidrolactucina, ixerina, ácidos taraxínicos, y ainsliósido. Entre los fenilpropanoides se destacan el ácido cicórico, el ácido monocafeoiltartárico, el ácido 4-cafeoilquínico, ácido clorogénico, ácido cafeico y compuestos relacionados. La inulina se encuentra en cantidades considerables en la raíz.

### Uso en fitoterapia
En fitoterapia (herbolaria) se usa también los principios activos puros mediante  infusiones o decoctos, principalmente para inapetencia, indigestión y disturbios hepáticos.
Sus hojas contienen gran cantidad de vitamina A, C, hierro, llevando más hierro y calcio que las espinacas u otras hortalizas.

## Nombre común
En los países de habla hispana Taraxacum officiale se conoce generalmente como diente de león, pero también se conoce como amargón, chicoria, radicha, radicheta. También posee nombres particulares en cada país como amargosa, denteleo en Brasil; lechuguilla en Chile; peeta, taraxacón, achicoria amarga, bulanico, meacamas, churracamas, amargón, almirón, en España; dandelion en Paraguay y en los países de habla inglesa.

## Cultura popular
El vino que da título a una de las novelas (El vino del estío) de Ray Bradbury es una bebida popular preparada con diente de león.